# Lampart arabski
Lampart arabski (Panthera pardus nimr) – podgatunek lamparta plamistego, ssaka z rodziny kotowatych (Felidae), występujący na Bliskim Wschodzie.

## Systematyka
Ten podgatunek lamparta został opisany naukowo w 1833 roku przez F.W. Hempricha i Ch.G. Ehrenberga. Został zidentyfikowany na podstawie małej próbki i jego status jako podgatunku jest niepewny. Nazwa systematyczna nimr wywodzi się z języka arabskiego i oznacza „lampart”; w krajach arabskich bywa też używana jako imię.

## Występowanie
Reliktowa populacja lampartów arabskich przetrwała na pustynnych obszarach Półwyspu Arabskiego. Większość lampartów arabskich żyje w Muhafazacie Zufar w Omanie i graniczącym z nim okręgu Hawf w muhafazie Al-Mahra w Jemenie. Niewielkie, odizolowane populacje żyją także w Arabii Saudyjskiej. W 2006 roku oceniano, że po osiem osobników żyje na Pustyni Judzkiej i wzgórzach pustyni Negew w Izraelu, ale nie były one później obserwowane. Lampart arabski został najprawdopodobniej wytępiony na półwyspie Musandam i w Zjednoczonych Emiratach Arabskich. Wymarł też w Jordanii i na Synaju, choć niewykluczone są tam wypady osobników z pustyni Negew, jeśli ta populacja przetrwała.

## Ochrona
W 1994 roku uznany za podgatunek zagrożony, lampart arabski w 1996 roku został zaliczony do kategorii krytycznie zagrożonych (CR) w Czerwonej Księdze IUCN i pozostaje uznawany za taki. Ocenia się, że przy życiu pozostało od 45 do 200 osobników tego podgatunku.